# ابن قادوس دمیاطی
محمود بن اسماعیل دُمیاطی (؟ -۵۵۱ق) شناخته‌شده به ابن قادوس دُمیاطی با لقب‌های قاضی المُفَضَّل، کافی الکُفاة و ذوالبلاغتین (نسب: ابوالفتح محمود بن اسماعیل بن حمید دمیاطی فهری)، شاعر و کاتب دربار فاطمی مصری بود. 
شعر او را متین و نیک توصیف کرده‌اند. اما نثر او، نثر دورهٔ فاطمی است که سرشار از تکلف و پرگویی از مسائل شیعی است. فنون شعری اش مدح، رثا، هجو، توصیف، غزل، مجون، خمریات است.